# Verdi Arcobaleno
Die Verdi Arcobaleno (Regenbogen-Grüne) waren eine italienische grüne Partei, gegründet im Mai 1989 durch den Zusammenschluss eines Teils der Democrazia Proletaria (darunter Mario Capanna und Edoardo Ronchi), einigen Mitgliedern des Partito Radicale (darunter Francesco Rutelli, späterer Bürgermeister von Rom) und anderen Umweltaktivisten.
Im Juni 1989 nahmen sie unter dem Namen Verdi Arcobaleno per l'Europa (Regenbogen-Grüne für Europa) an den Wahlen zum Europaparlament teil und erreichten dabei 2,4 % der Stimmen und 2 Sitze (Abgeordnete: Maria Adelaide Aglietta und Virginio Bettini). Im Dezember 1990 gingen sie in der Federazione dei Verdi auf.